# 霹靂警花
《霹靂警花》（英語：Emergency Police Lady），由李作楠執導的台灣電影，由 胡慧中、葉全真、林小樓、伊能靜、裘海正、蔡閨、李志希、徐承義主演。

## 劇情簡介
警署特別成立的刑事女警組，希望藉由女刑警的協助辦案，可以幫助改善社會治安。因此從各警局徵調十餘名女警，加以嚴格訓練。

## 演員表
| 演員   | 角色     | 備註 |
| 胡慧中 | 黃淑娟   | 刑事女警組的組長。昔日曾經與張建華一同於市刑大共事，因受不了張脾氣火爆，之後申請調離。後來再次重逢而冰釋前嫌。                                                                           |
| 顧寶明 | 警校教官 | 刑事男警組的教官 |
| 張復建 | 分局長   | 葉曼萍與陳志希在警局的上司主管。 |
| 葉全真 | 葉曼萍   | 刑事女警組 成員 |
| 林小樓 | 林阿妹   | 從新加坡調來受訓的女警 |
| 伊能靜 | 尹小君   | 刑事女警組 成員 |
| 裘海正 | 夏佩瑜   | 刑事女警組 成員 |
| 蔡閨   | 楊麗菁   | 刑事女警組 成員 |
| 李志希 | 陳志希   | 為一名警官，是葉曼萍在警局時的同事。受邀到刑事女警組擔任教官。 |
| 徐承義 | 陳復邦   | 警察，與尹小君、梁棟從小一同在眷村長大的。 |
| 陳真真 | 連怡芬   | 刑事女警組 成員。葉曼萍的好友兼同事 |
| 邵萱   | 雪 妮    | 犯罪集團首腦吳誠忠的女人，與梁棟有瞹昧關係。最後被亂槍射死 |
| 蔡政良 | 番 仔    | 軍火買家 |
| 羅長安 | 張建華   | 刑事男警組隊長，曾經與黃淑娟在市刑大共事。 |
| 常山   | 吳誠忠   | 犯罪集團首腦，通緝要犯 |
| 王星   | 梁 棟    | 綽號小蝦米，犯罪集團份子成員。與尹小君、陳復邦同為青梅竹馬，也曾心儀尹小君。昔日曾一度跑船跑多年，之後再次與尹小君、陳復邦重逢。最後因看不過吳誠忠的一切所作所為背叛吳，最後死於吳槍下。 |

## 電影歌曲
| 曲別   | 歌名           | 演唱者 | 作詞   | 作曲   | 備註 |
| 主題曲 | 爭取最後的勝利 | 巫啟賢 | 方麗莎 | 巫啟賢 |      |

## 外部連結
- 互联网电影数据库（IMDb）上《霹靂警花》的资料（英文）
- 香港影庫上《霹靂警花》的資料（繁體中文）
- 豆瓣电影上《霹靂警花》的資料 （简体中文）